# Herbert Mehrtens
Herbert Mehrtens (geboren 5. Mai 1946 in Bremen; gestorben 27. Mai 2021) war ein deutscher Wissenschafts- und Mathematikhistoriker.

## Leben
Nach dem Grundwehrdienst studierte Mehrtens ab 1968 Mathematik und Geschichte der Naturwissenschaften und der Philosophie an der Universität Hamburg und erlangte dort 1974 sein Diplom und 1977 die Promotion zur „Entstehung der Verbandstheorie“. Anschließend arbeitete er von 1977 bis 1982 als Assistent an der TU Berlin. Danach forschte er in verschiedenen Projekten an der TU Berlin und durchlebte Phasen der „wissenschaftlich produktive(n) Arbeitslosigkeit, Fellowships …“. Er habilitierte sich mit der Studie Moderne – Sprache – Mathematik: eine Geschichte des Streits um die Grundlagen der Disziplin und des Subjekts formaler Systeme im Fach Mathematikgeschichte an der TU Berlin. Im akademischen Jahr 1986/1987 war er Fellow am Wissenschaftskolleg zu Berlin. Seit 1992 war er Professor für Neuere Geschichte (Wissenschafts- und Technikgeschichte) an der TU Braunschweig. Mehrtens hat vor allem über die Geschichte der Naturwissenschaften im Nationalsozialismus und die Geschichte der modernen Mathematik geforscht und dazu zahlreiche Aufsätze vorgelegt. Mehrtens war auch viele Jahre Mitglied der Redaktion der Zeitschrift Wechselwirkung, die Themen zwischen Naturwissenschaft, Technik und Gesellschaft behandelte.

## Monografien (Auswahl)
- Die Entstehung der Verbandstheorie. Gerstenberg, Hildesheim 1979, ISBN 3-8067-0804-5.
- mit Steffen Richter (Hrsg.): Naturwissenschaft, Technik und NS-Ideologie. Beiträge zur Wissenschaftsgeschichte des Dritten Reiches. Suhrkamp, Frankfurt/Main 1980, ISBN 3-518-07903-4.
- Moderne – Sprache – Mathematik. Eine Geschichte des Streits um die Grundlagen der Disziplin und des Subjekts formaler Systeme. 1. Auflage, Suhrkamp, Frankfurt/Main 1990, ISBN 3-518-58067-1.